# Белянин, Николай Яковлевич
Николай Яковлевич Белянин (1888—1962) — русский художник, пейзажист. Заслуженный деятель искусств РСФСР (1959). Профессор.

## Биография
Николай Белянин родился 11 февраля 1888 года в Нижнем Новгороде в семье работника речного транспорта, бывшего крестьянина. В детстве будущий художник подрабатывал на пристани, маркируя отправляемые грузы. Первым учителем Белянина стал фотограф и художник А. Карелин.
В 1906 году, накопив необходимую сумму, Николай Белянин уехал в Казань и поступил в Казанскую художественную школу, находившуюся под патронажем Императорской Академии Художеств. В 1912 году Белянин успешно сдал экзамены и получил аттестат учителя рисования, черчения и чистописания в средних учебных заведениях. Помимо этого, он получил право на поступление в Высшее художественное училище при Императорской Академии художеств. В том же году Николай Белянин поступил в Училище. Учился под руководством П. Я. Мясоедова, В. В. Беляева и Н. Н. Дубовского.
С началом Первой мировой войны учёбу пришлось прервать. В 1916 году художник был призван в армию. Сначала Белянин окончил курс 3-й Петергофской школы прапорщиков, а потом был определён в 106-й запасной пехотный полк, расквартированный в Вятке. В ноябре 1917 года Николай Белянин был комиссован по болезни и поступил учителем рисования в город Кукарка. В 1919 году художник был призван в Приволжский запасной полк на нестроевую службу, но впоследствии снова был комиссован по состоянию здоровья.
В 1921 году Николай Белянин вернулся в Академию и уже в 1922 году получил диплом. В декабре 1922 года он переехал в Москву. Практически сразу, разделяя идеи АХРР, он вступил в это объединение. С 1923 года Белянин начал принимать участие в выставках, организованных АХРР. Первым мероприятием стала выставка, посвященная 5-летию РККА. С 1923 года Николай Белянин сотрудничал на основании договором и принимал участие во всех выставках АХРР, проведённых вплоть до её расформирования в 1932 году.
В 1925 году художник совершил поездку в село Тургояк на Урале. За 4 месяца творческой экспедиции Белянин написал 4 картины: «Село Тургояк», «Вечер на озере Тургояк» «Старый двор» и «На задворках (Урал)». Помимо этого, было написано множество этюдов. В 1929 году художник снова вернулся на Урал. Впоследствии его картина «Озеро Тургояк» была приобретена Третьяковской галереей.
В 1927—1928 годах художник совершил творческие командировки на Оку, Волгу и Вятку.
Много картин было написано художником в Подмосковье: в окрестностях Абрамцево, Быково, Свистухи.
Излюбленными сюжетами художника был зимний снег с колеёй и следами, а также весенние проталины.
Работы художника экспонировались на выставке «Художники РСФСР за ХV лет (1917—1932)».
До 1941 года Белянин преподавал живопись в Московском художественном училище 1905 года. После Великой Отечественной войны перешёл в Московский институт прикладного и декоративного искусства. Там по протекции А. Герасимова и Г. Ряжского Белянин получил звание профессора кафедры живописи. С 1952 по 1962 годы художник преподавал в Московском художественно-промышленном училище.
Умер в 1962 году. Похоронен на Химкинском кладбище.

## Работы в музеях России
Работы Н. Я. Белянина хранятся в Третьяковской галерее, Русском музее, в городских музеях Перми, Калуги, Якутска, Кирова, Астрахани, Саратова, Челябинска, Комсомольска-на-Амуре